# Euplectrus utetheisae
Euplectrus utetheisae is een vliesvleugelig insect uit de familie Eulophidae. De wetenschappelijke naam is voor het eerst geldig gepubliceerd in 1953 door Mani & Kurian.